# Damsdorf
Damsdorf er en by og kommune i det nordlige Tyskland, beliggende i Amt Bornhöved i den nordlige del af Kreis Segeberg. Kreis Segeberg ligger i den sydøstlige del af delstaten Slesvig-Holsten.

## Geografi
Damsdorf ligger ved Stocksee omkring 22 km øst for Neumünster. Mod vest går motorvejen A21 fra Bad Segeberg mod Kiel og mod nord går Bundesstraße B430 fra Neumünster mod Plön.
En del af kommunens område ligger i Naturpark Holsteinische Schweiz.